# Eleorchis
Eleorchis viết tắt Elo là một chi lan gồm 2 loài.

## Hình ảnh

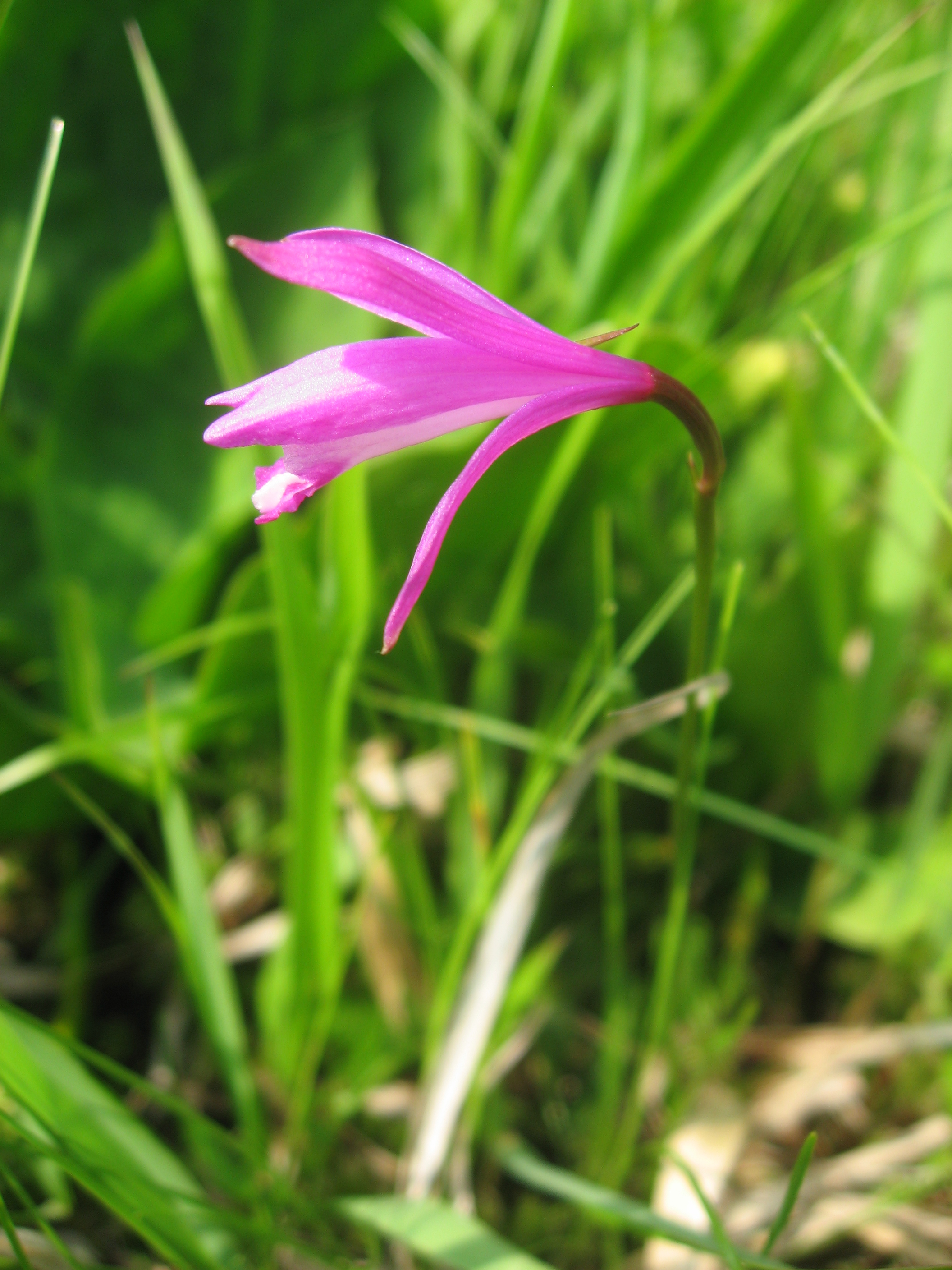